# Abbeho kondenzor

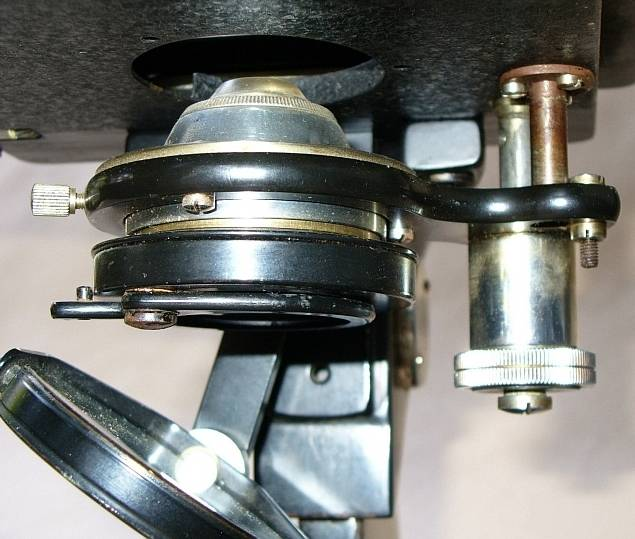
Kondenzor

Abbeho kondenzor je optické zařízení, které soustřeďuje a směřuje světlo ze zdroje pomocí více čoček na pozorovaný objekt. Jeho autorem je německý fyzik Ernst Karl Abbe. Využívá se především v mikroskopech, kde umožňuje nasměrovat a zacílit paprsek světla na preparát a významně tak zlepšit kontrast zejména při větších zvětšeních.